# 1996. évi nyári olimpiai játékok
Az 1996. évi nyári olimpiai játékokat, hivatalos nevén a XXVI. nyári olimpiai játékokat 1996. július 19. és augusztus 4. között rendeztek meg Atlantában (Georgia állam, Egyesült Államok). Meglepetés volt a helyszín kijelölése, mert 1996 az újkori olimpiai játékok kezdetének 100. évfordulója volt. 1990 őszén Tokióban a hat jelölt – Athén, Belgrád, Manchester, Melbourne, Toronto és Atlanta – közül a Nemzetközi Olimpiai Bizottság (NOB) mégsem az esélyes görög fővárosnak ítélte a rendezést.
A zárónapi beszédében Juan Antonio Samaranch, a NOB elnöke ironikusan „különleges játékok”-nak minősítette a szervezési hibák miatt az olimpiát. Már a nyitóünnepség is négy órás késéssel kezdődött, utána a közel 10 ezer sportolót egyetlen szűk kapun akarták a buszokhoz engedni, hogy az olimpiai faluba visszatérhessenek. A buszok kis száma miatt sok versenyző csak hajnalban ért haza. Atlanta a CNN hírtelevízió központja is, ennek ellenére a játékok ideje alatt végig zavarok voltak a számítógépes hálózatokban. Az olimpia biztonságát a FBI ügyelte, és bár minden sportoló és kísérő ujjlenyomatát rögzítették, mégis pokolgépes merénylet történt az Olimpiai parkban, melynek tettesét sokáig keresték, és végül 2003-ban tartóztatták le.
A rendezési hibák ellenére mégis nagyszerű eredmények születtek a versenyeken, jó példája ennek Carl Lewis amerikai atléta, aki már a negyedik bajnoki címét szerezte távolugrásban (1984, 1988, 1992, 1996), és összességében kilenc olimpiai aranyat nyert. A magyar Egerszegi Krisztina pedig másodszor védte meg bajnoki címét 200 méteres hátúszásban.

## Részt vevő nemzetek
Vastagítással kiemelve azok a nemzetek, amelyek első alkalommal vettek részt nyári olimpián. Huszonnégy új NOB-tagország – köztük tizenegy az ex-Szovjetunióból – küldött versenyzőket a játékokra.

- Afganisztán (AFG) (2 – 2 férfi)
- Albánia (ALB) (7 – 3 férfi, 4 nő)
- Algéria (ALG) (45 – 39 férfi, 6 nő)
- Amerikai Szamoa (ASA) (7 – 6 férfi, 1 nő)
- Amerikai Virgin-szigetek (ISV) (12 – 6 férfi, 6 nő)
- Andorra (AND) (8 – 6 férfi, 2 nő)
- Angola (ANG) (28 – 13 férfi, 15 nő)
- Antigua és Barbuda (ANT) (13 – 8 férfi, 5 nő)
- Argentína (ARG) (178 – 131 férfi, 47 nő)
- Aruba (ARU) (3 – 3 férfi)
- Ausztrália (AUS) (417 – 250 férfi, 167 nő)
- Ausztria (AUT) (72 – 56 férfi, 16 nő)
- Azerbajdzsán (AZE) (23 – 20 férfi, 3 nő)
- Bahama-szigetek (BAH) (26 – 19 férfi, 7 nő)
- Bahrein (BRN) (5 – 5 férfi)
- Banglades (BAN) (4 – 3 férfi, 1 nő)
- Barbados (BAR) (13 – 11 férfi, 2 nő)
- Belgium (BEL) (61 – 41 férfi, 20 nő)
- Belize (BIZ) (5 – 2 férfi, 3 nő)
- Benin (BEN) (5 – 4 férfi, 1 nő)
- Bermuda (BER) (9 – 7 férfi, 2 nő)
- Bhután (BHU) (2 – 1 férfi, 1 nő)
- Bissau-Guinea (GBS) (3 – 3 férfi)
- Bolívia (BOL) (8 – 6 férfi, 2 nő)
- Bosznia-Hercegovina (BIH) (9 – 7 férfi, 2 nő)
- Botswana (BOT) (7 – 7 férfi)
- Brazília (BRA) (221 – 156 férfi, 65 nő)
- Brit Virgin-szigetek (IVB) (7 – 7 férfi)
- Brunei (BRU) (1 – 1 férfi)
- Bulgária (BUL) (110 – 74 férfi, 36 nő)
- Burkina Faso (BUR) (5 – 3 férfi, 2 nő)
- Burundi (BDI) (7 – 6 férfi, 1 nő)
- Chile (CHI) (21 – 16 férfi, 5 nő)
- Ciprus (CYP) (17 – 15 férfi, 2 nő)
- Comore-szigetek (COM) (4 – 3 férfi, 1 nő)
- Cook-szigetek (COK) (3 – 2 férfi, 1 nő)
- Costa Rica (CRC) (11 – 6 férfi, 5 nő)
- Csád (CHA) (4 – 3 férfi, 1 nő)
- Csehország (CZE) (115 – 76 férfi, 39 nő)
- Dánia (DEN) (119 – 54 férfi, 65 nő)
- Dél-afrikai Köztársaság (RSA) (84 – 64 férfi, 20 nő)
- Dél-Korea (KOR) (300 – 189 férfi, 111 nő)
- Dominikai Közösség (DMA) (6 – 4 férfi, 2 nő)
- Dominikai Köztársaság (DOM) (16 – 12 férfi, 4 nő)
- Dzsibuti (DJI) (5 – 5 férfi)
- Ecuador (ECU) (19 – 17 férfi, 2 nő)
- Egyenlítői-Guinea (GEQ) (5 – 4 férfi, 1 nő)
- Egyesült Államok (USA) (646 – 375 férfi, 271 nő)
- Egyesült Arab Emírségek (UAE) (4 – 4 férfi)
- Egyiptom (EGY) (29 – 27 férfi, 2 nő)
- Elefántcsontpart (CIV) (11 – 10 férfi, 1 nő)
- Észak-Korea (PRK) (24 – 15 férfi, 9 nő)
- Észtország (EST) (43 – 35 férfi, 8 nő)
- Etiópia (ETH) (18 – 10 férfi, 8 nő)
- Fehéroroszország (BLR) (157 – 91 férfi, 66 nő)
- Fidzsi-szigetek (FIJ) (17 – 14 férfi, 3 nő)
- Finnország (FIN) (76 – 47 férfi, 29 nő)
- Franciaország (FRA) (299 – 197 férfi, 102 nő)
- Fülöp-szigetek (PHI) (12 – 8 férfi, 4 nő)
- Gabon (GAB) (7 – 6 férfi, 1 nő)
- Gambia (GAM) (9 – 8 férfi, 1 nő)
- Ghána (GHA) (35 – 33 férfi, 2 nő)
- Görögország (GRE) (121 – 87 férfi, 34 nő)
- Grenada (GRN) (5 – 5 férfi)
- Grúzia (GEO) (29 – 27 férfi, 2 nő)
- Guam (GUM) (8 – 6 férfi, 2 nő)
- Guatemala (GUA) (26 – 25 férfi, 1 nő)
- Guinea (GUI) (5 – 4 férfi, 1 nő)
- Guyana (GUY) (7 – 6 férfi, 1 nő)
- Haiti (HAI) (7 – 7 férfi)
- Holland Antillák (AHO) (6 – 6 férfi)
- Hollandia (NED) (239 – 137 férfi, 102 nő)
- Honduras (HON) (7 – 4 férfi, 3 nő)
- Hongkong (HKG) (23 – 14 férfi, 9 nő)
- Horvátország (CRO) (84 – 75 férfi, 9 nő)
- India (IND) (49 – 40 férfi, 9 nő)
- Indonézia (INA) (40 – 23 férfi, 17 nő)
- Irak (IRQ) (3 – 3 férfi)
- Irán (IRI) (18 – 17 férfi, 1 nő)
- Írország (IRL) (78 – 62 férfi, 16 nő)
- Izland (ISL) (9 – 5 férfi, 4 nő)
- Izrael (ISR) (25 – 18 férfi, 7 nő)
- Jamaica (JAM) (46 – 27 férfi, 19 nő)
- Japán (JPN) (306 – 157 férfi, 149 nő)
- Jemen (YEM) (4 – 4 férfi)
- Jordánia (JOR) (5 – 3 férfi, 2 nő)
- Jugoszlávia (YUG) (68 – 59 férfi, 9 nő)
- Kajmán-szigetek (CAY) (9 – 8 férfi, 1 nő)
- Kambodzsa (CAM) (5 – 3 férfi, 2 nő)
- Kamerun (CMR) (15 – 11 férfi, 4 nő)
- Kanada (CAN) (303 – 152 férfi, 151 nő)
- Katar (QAT) (12 – 12 férfi)
- Kazahsztán (KAZ) (96 – 72 férfi, 24 nő)
- Kenya (KEN) (52 – 42 férfi, 10 nő)
- Kína (CHN) (294 – 111 férfi, 183 nő)
- Kirgizisztán (KGZ) (33 – 26 férfi, 7 nő)
- Kolumbia (COL) (48 – 39 férfi, 9 nő)
- Kongói Köztársaság (CGO) (5 – 3 férfi, 2 nő)
- Közép-afrikai Köztársaság (CAF) (5 – 3 férfi, 2 nő)
- Kuba (CUB) (164 – 111 férfi, 53 nő)
- Kuvait (KUW) (25 – 25 férfi)
- Laosz (LAO) (5 – 4 férfi, 1 nő)
- Lengyelország (POL) (165 – 126 férfi, 39 nő)
- Lesotho (LES) (9 – 5 férfi, 4 nő)
- Lettország (LAT) (47 – 34 férfi, 13 nő)
- Libanon (LIB) (1 – 1 nő)
- Libéria (LBR) (5 – 4 férfi, 1 nő)
- Líbia (LBA) (5 – 5 férfi)
- Liechtenstein (LIE) (2 – 2 nő)
- Litvánia (LTU) (61 – 45 férfi, 16 nő)
- Luxemburg (LUX) (6 – 2 férfi, 4 nő)
- Macedónia (MKD) (11 – 8 férfi, 3 nő)
- Madagaszkár (MAD) (11 – 4 férfi, 7 nő)
- Magyarország (HUN) (214 – 148 férfi, 66 nő)
- Malajzia (MAS) (35 – 32 férfi, 3 nő)
- Malawi (MAW) (2 – 2 férfi)
- Maldív-szigetek (MDV) (6 – 5 férfi, 1 nő)
- Mali (MLI) (3 – 1 férfi, 2 nő)
- Málta (MLT) (7 – 4 férfi, 3 nő)
- Marokkó (MAR) (34 – 32 férfi, 2 nő)
- Mauritánia (MTN) (4 – 4 férfi)
- Mauritius (MRI) (26 – 21 férfi, 5 nő)
- Mexikó (MEX) (97 – 70 férfi, 27 nő)
- Mianmar (MYA) (3 – 2 férfi, 1 nő)
- Moldova (MDA) (40 – 35 férfi, 5 nő)
- Monaco (MON) (3 – 2 férfi, 1 nő)
- Mongólia (MGL) (16 – 12 férfi, 4 nő)
- Mozambik (MOZ) (3 – 2 férfi, 1 nő)
- Nagy-Britannia (GBR) (300 – 184 férfi, 116 nő)
- Namíbia (NAM) (8 – 6 férfi, 2 nő)
- Nauru (NRU) (3 – 3 férfi)
- Németország (GER) (465 – 278 férfi, 187 nő)
- Nepál (NEP) (6 – 3 férfi, 3 nő)
- Nicaragua (NCA) (26 – 25 férfi, 1 nő)
- Niger (NIG) (3 – 2 férfi, 1 nő)
- Nigéria (NGR) (65 – 49 férfi, 16 nő)
- Norvégia (NOR) (97 – 42 férfi, 55 nő)
- Nyugat-Szamoa (WSM) (5 – 4 férfi, 1 nő)
- Olaszország (ITA) (340 – 236 férfi, 104 nő)
- Omán (OMA) (4 – 4 férfi)
- Oroszország (RUS) (390 – 232 férfi, 158 nő)
- Örményország (ARM) (32 – 30 férfi, 2 nő)
- Pakisztán (PAK) (24 – 23 férfi, 1 nő)
- Palesztina (PLE) (1 – 1 férfi)
- Panama (PAN) (6 – 4 férfi, 2 nő)
- Pápua Új-Guinea (PNG) (11 – 11 férfi)
- Paraguay (PAR) (7 – 6 férfi, 1 nő)
- Peru (PER) (29 – 15 férfi, 14 nő)
- Portugália (POR) (107 – 83 férfi, 24 nő)
- Puerto Rico (PUR) (69 – 47 férfi, 22 nő)
- Románia (ROU) (165 – 98 férfi, 67 nő)
- Ruanda (RWA) (4 – 4 férfi)
- Saint Kitts és Nevis (SKN) (10 – 4 férfi, 6 nő)
- Saint Lucia (LCA) (6 – 5 férfi, 1 nő)
- Saint Vincent és a Grenadine-szigetek (VIN) (8 – 7 férfi, 1 nő)
- Salamon-szigetek (SOL) (4 – 3 férfi, 1 nő)
- Salvador (ESA) (8 – 6 férfi, 2 nő)
- São Tomé és Príncipe (STP) (2 – 1 férfi, 1 nő)
- San Marino (SMR) (7 – 6 férfi, 1 nő)
- Seychelle-szigetek (SEY) (9 – 8 férfi, 1 nő)
- Sierra Leone (SLE) (14 – 10 férfi, 4 nő)
- Spanyolország (ESP) (289 – 194 férfi, 95 nő)
- Srí Lanka (SRI) (9 – 5 férfi, 4 nő)
- Suriname (SUR) (7 – 5 férfi, 2 nő)
- Svájc (SUI) (114 – 71 férfi, 43 nő)
- Svédország (SWE) (177 – 111 férfi, 66 nő)
- Szaúd-Arábia (KSA) (29 – 29 férfi)
- Szenegál (SEN) (11 – 11 férfi)
- Szingapúr (SIN) (14 – 9 férfi, 5 nő)
- Szíria (SYR) (7 – 6 férfi, 1 nő)
- Szlovákia (SVK) (71 – 58 férfi, 13 nő)
- Szlovénia (SLO) (37 – 25 férfi, 12 nő)
- Szomália (SOM) (4 – 4 férfi)
- Szudán (SUD) (4 – 4 férfi)
- Szváziföld (SWZ) (6 – 5 férfi, 1 nő)
- Tádzsikisztán (TJK) (8 – 6 férfi, 2 nő)
- Tajvan (TPE) (74 – 32 férfi, 42 nő)
- Tanzánia (TAN) (7 – 6 férfi, 1 nő)
- Thaiföld (THA) (37 – 25 férfi, 12 nő)
- Togo (TOG) (5 – 5 férfi)
- Tonga (TGA) (5 – 4 férfi, 1 nő)
- Törökország (TUR) (53 – 44 férfi, 9 nő)
- Trinidad és Tobago (TRI) (12 – 8 férfi, 4 nő)
- Tunézia (TUN) (51 – 45 férfi, 6 nő)
- Türkmenisztán (TKM) (7 – 4 férfi, 3 nő)
- Uganda (UGA) (10 – 7 férfi, 3 nő)
- Ukrajna (UKR) (231 – 146 férfi, 85 nő)
- Új-Zéland (NZL) (85 – 66 férfi, 19 nő)
- Uruguay (URU) (14 – 12 férfi, 2 nő)
- Üzbegisztán (UZB) (71 – 63 férfi, 8 nő)
- Vanuatu (VAN) (4 – 3 férfi, 1 nő)
- Venezuela (VEN) (39 – 34 férfi, 5 nő)
- Vietnám (VIE) (6 – 3 férfi, 3 nő)
- Zaire (ZAI) (14 – 2 férfi, 12 nő)
- Zambia (ZAM) (8 – 7 férfi, 1 nő)
- Zimbabwe (ZIM) (13 – 12 férfi, 1 nő)
- Zöld-foki Köztársaság (CPV) (3 – 2 férfi, 1 nő)

## Olimpiai versenyszámok
| Versenyszámok az 1996. évi nyári olimpiai játékokon |        |        |        |        |        |          |
| Sportág, szakág                                     | Egyéni | Egyéni | Csapat | Csapat | Csapat |          |
| Sportág, szakág                                     | férfi  | női    | férfi  | női    | vegyes | összesen |
| Asztalitenisz                                       | 1      | 1      | 1      | 1      | 0      | 4        |
| Atlétika                                            | 22     | 18     | 2      | 2      | 0      | 44       |
| Baseball                                            | 0      | 0      | 1      | 0      | 0      | 1        |
| Birkózás                                            | 20     | 0      | 0      | 0      | 0      | 20       |
| Cselgáncs                                           | 7      | 7      | 0      | 0      | 0      | 14       |
| Evezés                                              | 1      | 1      | 7      | 5      | 0      | 14       |
| Gyeplabda                                           | 0      | 0      | 1      | 1      | 0      | 2        |
| Íjászat                                             | 1      | 1      | 1      | 1      | 0      | 4        |
| Kajak-kenu                                          | 4      | 1      | 5      | 3      | 0      | 13       |
| Kajak-kenu szlalom                                  | 2      | 1      | 1      | 0      | 0      | 4        |
| Kerékpározás                                        | 6      | 5      | 1      | 0      | 0      | 12       |
| Kézilabda                                           | 0      | 0      | 1      | 1      | 0      | 2        |
| Kosárlabda                                          | 0      | 0      | 1      | 1      | 0      | 2        |
| Labdarúgás                                          | 0      | 0      | 1      | 1      | 0      | 2        |
| Lovaglás                                            | 3      | 0      | 3      | 0      | 0      | 6        |
| Mountain bike                                       | 1      | 1      | 0      | 0      | 0      | 2        |
| Műugrás                                             | 2      | 2      | 0      | 0      | 0      | 4        |
| Műúszás                                             | 0      | 0      | 0      | 1      | 0      | 1        |
| Ökölvívás                                           | 12     | 0      | 0      | 0      | 0      | 12       |
| Öttusa                                              | 1      | 0      | 0      | 0      | 0      | 1        |
| Ritmikus sportgimnasztika                           | 0      | 1      | 0      | 1      | 0      | 2        |
| Röplabda                                            | 0      | 0      | 1      | 1      | 0      | 2        |
| Softball                                            | 0      | 0      | 0      | 1      | 0      | 1        |
| Sportlövészet                                       | 10     | 5      | 0      | 0      | 0      | 15       |
| Strandröplabda                                      | 0      | 0      | 1      | 1      | 0      | 2        |
| Súlyemelés                                          | 10     | 0      | 0      | 0      | 0      | 10       |
| Tenisz                                              | 1      | 1      | 1      | 1      | 0      | 4        |
| Tollaslabda                                         | 1      | 1      | 1      | 1      | 1      | 5        |
| Torna                                               | 7      | 5      | 1      | 0      | 0      | 13       |
| Úszás                                               | 13     | 13     | 3      | 3      | 0      | 32       |
| Vitorlázás                                          | 3      | 2      | 4      | 1      | 0      | 10       |
| Vívás                                               | 3      | 2      | 3      | 2      | 0      | 10       |
| Vízilabda                                           | 0      | 0      | 1      | 0      | 0      | 1        |
|                                                     |        |        |        |        |        |          |
| Összesen                                            | 131    | 68     | 42     | 29     | 1      | 271      |

## Éremtáblázat
(A táblázatban a rendező ország csapata és a magyar csapat eltérő háttérszínnel, az egyes számoszlopok legmagasabb értéke, vagy értékei vastagítással kiemelve.)
| Az 1996. évi nyári olimpiai játékok éremtáblázatának első tíz helyezettje | Az 1996. évi nyári olimpiai játékok éremtáblázatának első tíz helyezettje | Az 1996. évi nyári olimpiai játékok éremtáblázatának első tíz helyezettje | Az 1996. évi nyári olimpiai játékok éremtáblázatának első tíz helyezettje | Az 1996. évi nyári olimpiai játékok éremtáblázatának első tíz helyezettje | Olimpia  |
| ------------------------------------------------------------------------- | ------------------------------------------------------------------------- | ------------------------------------------------------------------------- | ------------------------------------------------------------------------- | ------------------------------------------------------------------------- | -------- |
|                                                                           | Ország                                                                    | Arany                                                                     | Ezüst                                                                     | Bronz                                                                     | Összesen |
| 1.                                                                        | Egyesült Államok (USA)                                                    | 44                                                                        | 32                                                                        | 25                                                                        | 101      |
| 2.                                                                        | Oroszország (RUS)                                                         | 26                                                                        | 21                                                                        | 16                                                                        | 63       |
| 3.                                                                        | Németország (GER)                                                         | 20                                                                        | 18                                                                        | 27                                                                        | 65       |
| 4.                                                                        | Kína (CHN)                                                                | 16                                                                        | 22                                                                        | 12                                                                        | 50       |
| 5.                                                                        | Franciaország (FRA)                                                       | 15                                                                        | 7                                                                         | 15                                                                        | 37       |
| 6.                                                                        | Olaszország (ITA)                                                         | 13                                                                        | 10                                                                        | 12                                                                        | 35       |
| 7.                                                                        | Ausztrália (AUS)                                                          | 9                                                                         | 9                                                                         | 23                                                                        | 41       |
| 8.                                                                        | Kuba (CUB)                                                                | 9                                                                         | 8                                                                         | 8                                                                         | 25       |
| 9.                                                                        | Ukrajna (UKR)                                                             | 9                                                                         | 2                                                                         | 12                                                                        | 23       |
| 10.                                                                       | Dél-Korea (KOR)                                                           | 7                                                                         | 15                                                                        | 5                                                                         | 27       |
|                                                                           |                                                                           |                                                                           |                                                                           |                                                                           |          |
| 12.                                                                       | Magyarország (HUN)                                                        | 7                                                                         | 4                                                                         | 10                                                                        | 21       |
|                                                                           |                                                                           |                                                                           |                                                                           |                                                                           |          |
| Összesen                                                                  | Összesen                                                                  | 271                                                                       | 273                                                                       | 298                                                                       | 842      |